# Braz Dias

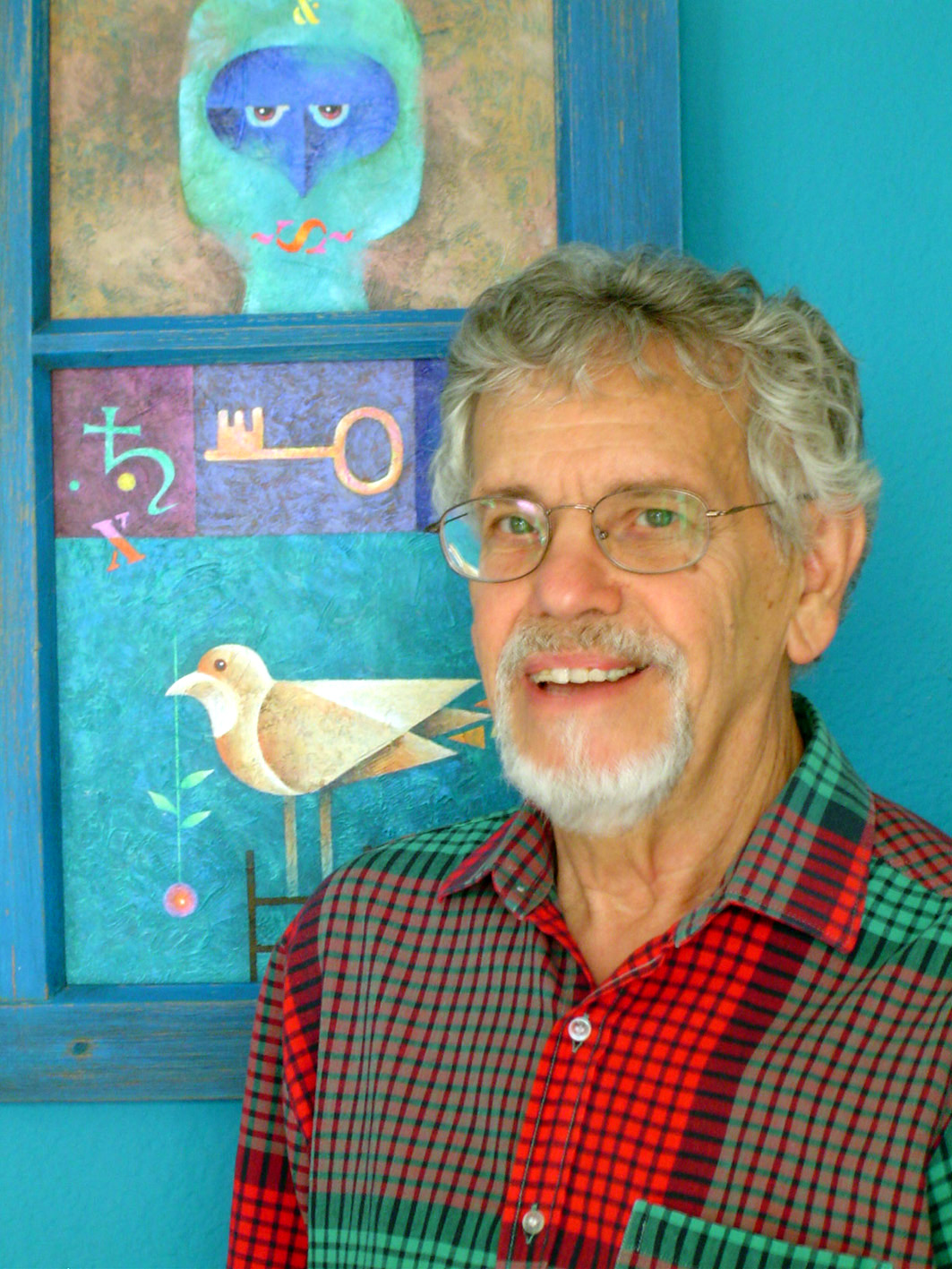
O pintor Braz Dias, em seu ateliê

Braz Dias (Amparo,1936 – São Paulo, 2012), nascido Braz Erci Furtado Dias, foi um pintor, gravador, desenhista e ilustrador brasileiro.

## Formação
O artista iniciou seus estudos em 1955, cursando desenho com Alcides Rossi e pintura com Gian Carlo Laghi e Felix Barrenechea.
Entre 1957 e 1959, estudou gravura na Escola de Artezanato do Museu de Arte Moderna de São Paulo, tendo Livio Abramo como seu professor e incentivador. Também no MAM, estudou história da arte com Wolfgang Pfifer. Em seguida, frequentou o Estúdio Gravura, de Livio Abramo e Maria Bonomi, na Alameda Glete. 
Em 1960, com bolsa de estudos concedida pelo governo italiano, Braz Dias passou dez meses na Itália, onde estudou gravura com Carlo Ceci, na Escola de Ilustração do Livro, na cidade de Urbino. Em Roma, trabalhou no ateliê de Giuseppe Capogrossi, pintor identificado com a escola metafísica.

## Carreira
A primeira mostra individual do artista aconteceu em 1960, na Galeria Folhas, consistindo em uma exposição de xilogravuras apresentada por Livio Abramo. Posteriormente, realizou exposições individuais na Itália, na Alemanha, na Suíça, e diversas exposições coletivas no Brasil e no mundo.
Em 1966, trabalhou na equipe de planejamento e execução de revistas médicas da Thomson Publications, na Espanha. Em 1983, realizou uma mostra com 40 telas e um álbum de xilogravuras em Schleswig, na Alemanha. 
Realizou ilustrações para a capa dos livros O pássaro e o náufrago, de Aurora Duarte (editora Massao Ohno), e Mormaço na floresta, de Thiago de Mello (editora Civilização Brasileira), para o catálogo Festival do Cinema Japonês (Cinemateca Brasileira), e para o disco Grandes compositres: Villa Brasil, da Orquestra de Câmara de Blumenau Norton Morozowicz.  
Em 1999, suas obras foram reproduzidas em uma série espacial de cartões telefônicos da empresa Telefonica, no estado de São Paulo. 

Sua última exposição, póstuma, foi "O flautista azul e os estandartes" (2013-2014), individual simultânea com Astrid Salles, realizada no Espaço Citi com curadoria de Jacob Klintowitz. A respeito de sua obra, escreveu na ocasião o curador:
Sabemos de uma terra que está logo ali, próxima de nós, mas, apesar disto, ela está além e nunca a alcançamos. O pintor Braz Dias nunca precisou procurar por ela, não necessitou de nenhum cartógrafo, pois ele simplesmente vem de lá. É por isto que a sua pintura não é nostalgia, a alma com saudade da terra natal, da mítica Ítaca ou o tropismo em busca da pátria ideal.

A delicada e precisa fatura da pintura de Braz Dias está a serviço do registro da poesia de uma constelação visual extremamente rara. Na verdade, tão rara quanto a edição de um só exemplar, já que só ele canta esta gesta, a minuciosa descrição deste lugar, até então desconhecido, onde existe limpeza absoluta das cores, harmonia de formas suaves e personagens líricos, como o homem equilibrista, o pássaro da manhã, a mulher flor, o flautista, o boneco articulado e todas as portas e janelas se abrem para uma paisagem azul iluminada por um sol eterno.

## Exposições e mostras

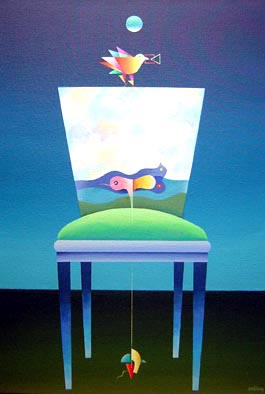
"Memória", óleo sobre tela de Braz Dias (anos 2000)

### Individuais
- Galeria Folhas, São Paulo, 1960
- Galeria L'Aquilone, Urbino (Itália), 1960
- Galeria Puccini, Ancona (Itália), 1961
- Galeria Ambiente, São Paulo, 1962
- Opus Galeria, São Paulo, 1970
- O Sobrado, São Paulo, 1976
- Projecta Galeria de Arte, São Paulo, 1977
- Grife, São Paulo, 1979
- Gerot, Sâo Paulo, 1979
- "O flautista azul e os estandartes" (individual simultânea com Astrid Salles), Espaço Citi, São Paulo, 2013-2014

### Coletivas
- Salão de Arte Moderna de São Paulo, São Paulo, 1959
- Salão de Arte de Santos, Santos (SP), 1959
- Salão de Arte Moderna de São Paulo, São Paulo, 1960
- Salão Nacional de Arte Moderna, Rio de Janeiro, 1961
- Certame Latino Americano de Xilografía, Buenos Aires, 1961 (medalha de ouro)
- VI Bienal de São Paulo, São Paulo, 1961
- VI Salão de Arte Moderna de São Paulo, São Paulo, 1962 (medalha de bronze)
- Coletiva de artistas brasileiros, Calcografia Nazionale, Roma, 1962
- "Jeunes Graveurs du Brèsil", Paris, 1963
- Galeria São Luiz, São Paulo, 1964
- "Arte do Brasil", Skopje, 1972
- Exposição Internacional de Gravura, São Paulo, 1972
- "O circo", Museu da Imagem e do Som, São Paulo, 1978
- "Dez mandamentos", Centro Cultural Banco do Brasil, São Paulo, 2000
- "Pequenas grandes obras", Galeria Franchinis, Porto, Portugal, 2009
- Istituto Culturale Brasile, Milão, Itália, 2009
- "Carnaval é música do Brasil", Forte Copacabana, Rio de Janeiro, 2010